# Sean Conly
Sean Conly (1970) is een Amerikaanse jazzmuzikant (contrabas, e-bas).

## Biografie
Conly groeide op in de regio Kansas City en bezocht vervolgens het conservatorium van de University of Missouri–Kansas City. Daarnaast speelde hij af en toe met de plaatselijke grootheden als Ahmad Alaadeen, Jay McShann en Claude Fiddler Williams. In 1992 vervolgde hij zijn studies op de contrabas bij Rufus Reid en Todd Coolman aan de William Paterson University. In 1994 verhuisde hij naar New York en begon hij zijn carrière bij Russ Lossing, Andrew Hill, Ray Barretto en Freddie Hubbard. Met Cedar Walton, Randy Brecker, Howard Alden en Lew Tabackin toerde hij in 2000 als Newport Millennium Celebration.
Hij bracht twee albums uit onder zijn eigen naam: Re: Action (Clean Feed Records, 2008) met Michaël Attias, Tony Malaby en Pheeroan akLaff en met Attias het duoalbum Think Shadow. In 2012 werkte hij in de formatie Grass Roots (met Alex Harding, Darius Jones, Chad Taylor, gelijknamig album bij AUM Fidelity) en in 2013 trad hij op met de band Anti-House van Ingrid Laubrock. Op het gebied van de jazz werkte Conly tussen 1994 en 2016 mee aan 54 opnamesessies, onder andere bij Mark Buselli, Anthony Coleman (Lapidation), Yoron Israel, Gregory Tardy (Abundance, 2001), Mara Rosenbloom en Joel Harrison (Free Country, 2003). In 2018 bracht hij het album Hard Knocks uit bij Clean Feed. Hij woont in New York, waar hij werkzaam is als muzikant, componist en arrangeur.
- Bibsys: 12074756
- Biblioteca Nacional de España: XX5447468
- Gemeinsame Normdatei: 1011783606
- International Standard Name Identifier: 0000 0000 3855 9396
- Library of Congress Control Number: n2004079996
- MusicBrainz: 9802b67b-576f-42ec-a19f-bca4e582b751
- Nationale Bibliotheek van Israël: 987007352780205171
- Réseau des bibliothèques de Suisse occidentale: 02-A009385757
- Virtual International Authority File: 46156683
- WorldCat: E39PBJjmQhHK6bFbpmqQcGmTpP